# VW CC
Der VW CC (bis Anfang 2012 VW Passat CC) ist ein als viertüriges Coupé vertriebenes Fahrzeug der Marke Volkswagen. Die erste Generation entstand auf Basis des Passat B6 und wurde im VW-Werk Emden gefertigt. Die Zusatzbezeichnung CC steht für Comfort-Coupé. In einigen Ländern (z. B. USA, Südafrika) wurde das Modell von Anfang an nur als Volkswagen CC vermarktet. Diese Bezeichnung wird auch in Deutschland seit der Modellpflege im Februar 2012 verwendet. In China heißt der Wagen Magotan CC und in Russland hieß er vor und nach der Modellpflege immer Passat CC.
Der Wagen wurde 2008 auf der Detroit Motor Show der Öffentlichkeit vorgestellt und im Mai desselben Jahres auf dem europäischen Markt eingeführt, in den USA ein halbes Jahr danach. Positioniert wurde der Passat CC zwischen Passat und VW Phaeton.
Im Jahr 2018 wurde für den chinesischen Markt auf der Auto China die zweite Generation des CC vorgestellt, der in Deutschland als Arteon bezeichnet wird.

## Kennzeichen
Die Plattform entspricht – bis auf wenige Ausnahmen – der Passat-Limousine. Von diesem unterscheidet sich der CC in erster Linie durch ein flacheres Dach (−50 mm), außerdem ist er 36 mm breiter und hat vorn eine um 11 mm größere sowie hinten eine um 16 mm größere Spurweite. Das für ein Coupé ungewöhnlich große Gepäckraumvolumen mit 532 Litern lässt sich durch Umklappen der Rücksitzanlage noch erweitern. Mit seinen rahmenlosen Türen und der sanft abfallenden C-Säule galt der Wagen als „feinerer“ Passat.
Der Passat CC wurde zu Preisen ab 30.575 Euro angeboten. Die Preise für den CC im Modelljahr 2017 begannen bei 33.275 Euro.

## Neuerungen
Das Sicherheitsniveau wurde gegenüber der Passat-Limousine durch einige Neuheiten bzw. elektronische Systeme der aktiven und passiven Sicherheit weiter angehoben.
Weitere Innovationen waren erhältlich, die meisten davon wurden zudem in die anderen Passat-Varianten übernommen. Dazu zählen unter anderem ein Abstandsregeltempomat, der im Geschwindigkeitsbereich von 30 bis 210 km/h automatisch den eingestellten geschwindigkeitsabhängigen Abstand zum Vorausfahrenden hält, die Park Assist genannte selbstlenkende Einparkhilfe sowie der nach VW-Angaben weltweit erste aktiv in die Lenkung eingreifende Spurhalteassistent Lane Assist, der mit einer Kamera Fahrbahnmarkierungen erfasst und vor dem Verlassen einer Spur automatisch gegenlenkt. Diese Kamera erfasst bei Nachtfahrten auch ständig die Verkehrssituation und steuert die variable Xenon-Lichtverteilung mittels des Systems Dynamic Light Assist (DLA). Ebenfalls erhältlich sind eine Rückfahrkamera, ein Festplatten-Navigationssystem, ein Mobiltelefon mit SIM-Zugriff über Funk und eine Multimediabuchse.
Neu waren die Dynamic Chassis Control (DCC) genannten, adaptiven Stoßdämpfer, die mittels Vorwahlschalter in einen der drei Modi Normal, Sport oder Komfort geschaltet werden können. Zusätzlich werden die Stoßdämpfer automatisch während der Fahrt innerhalb des Kennfeldes des aktivierten Modus der Fahrbahnbeschaffenheit angepasst. Ebenso wird das Ansprechverhalten der Lenkung dem gewählten Modus angeglichen.

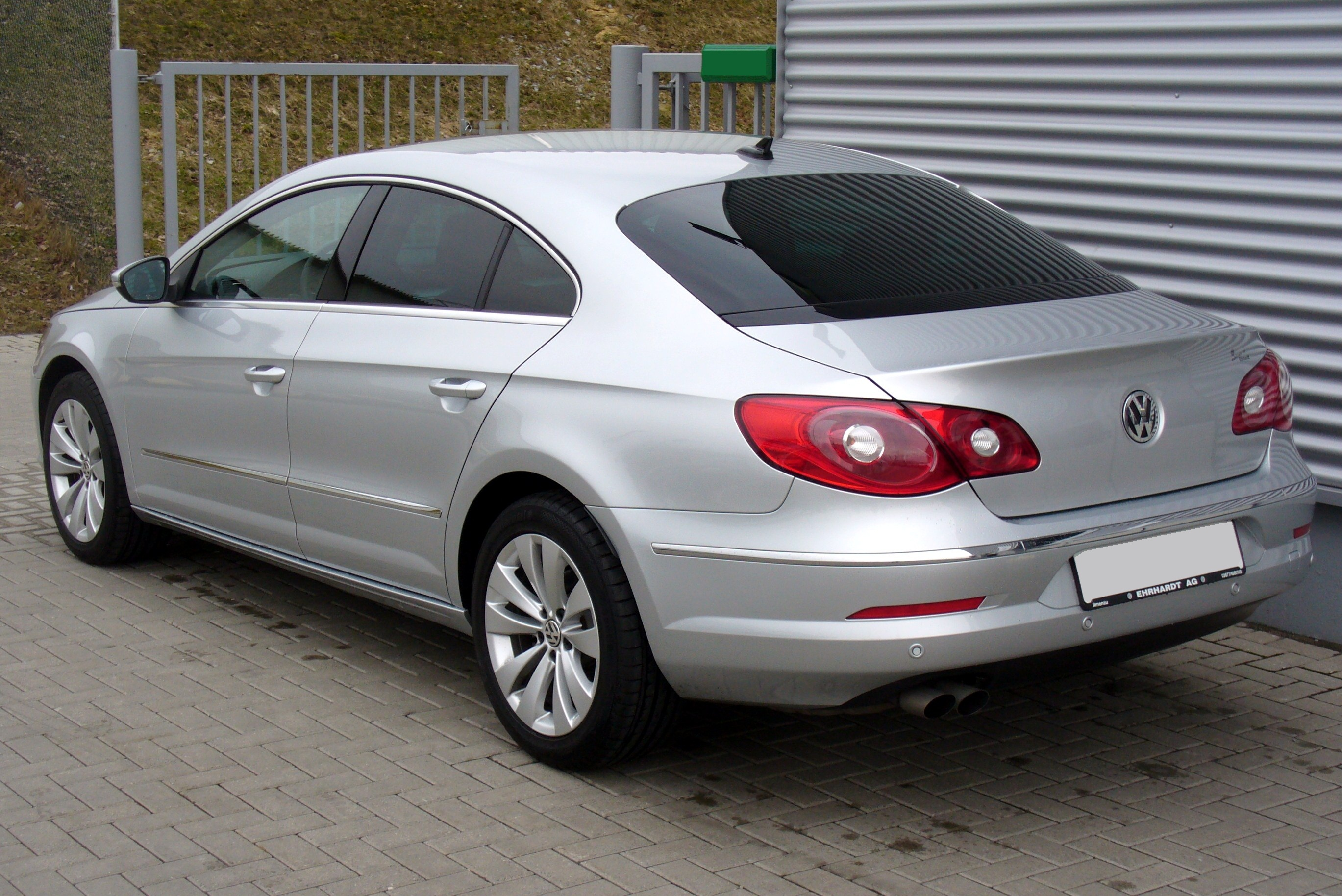
Heckansicht
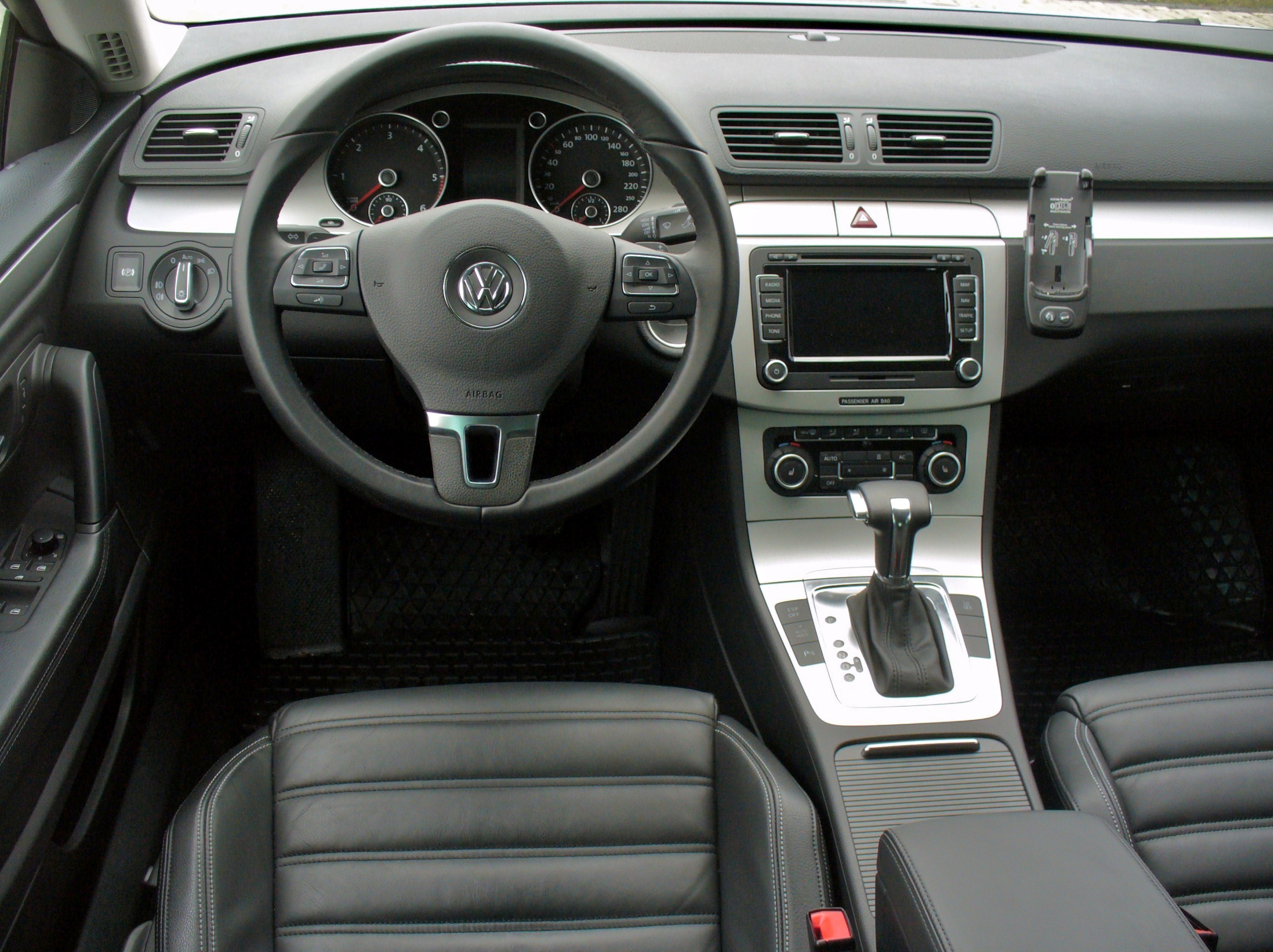
Interieur
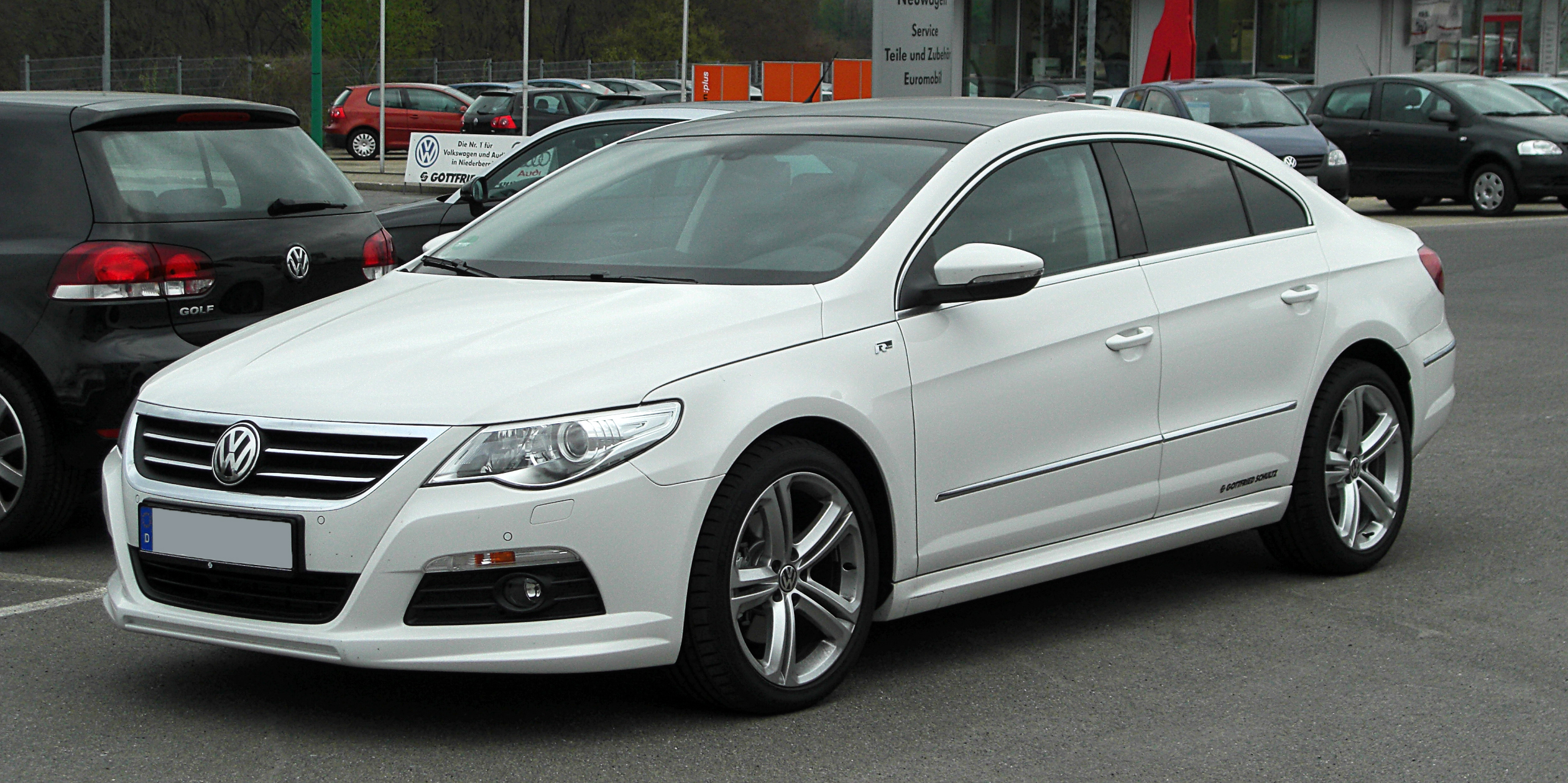
Passat CC mit R-Line Paket (2008–2012)
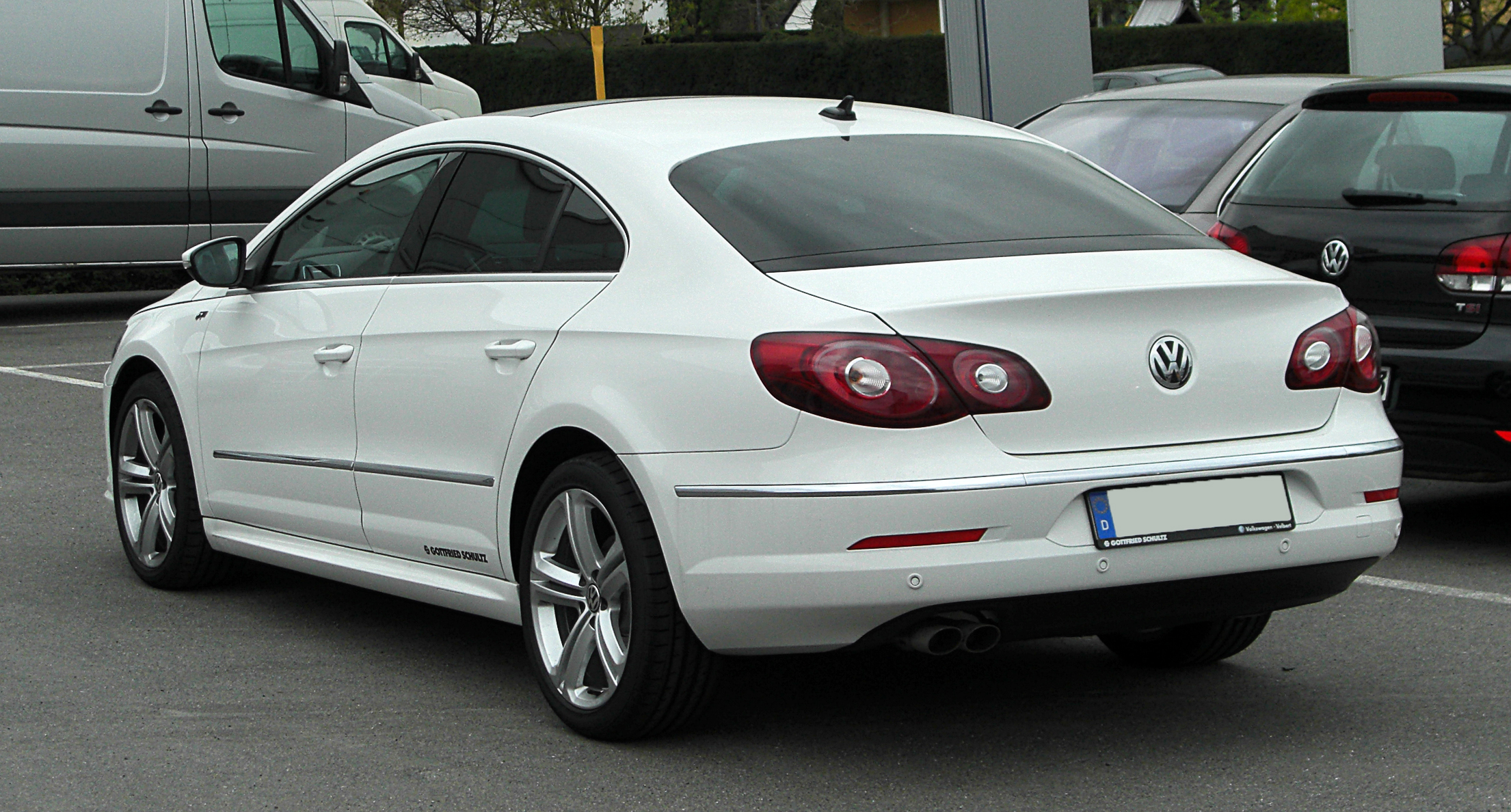
Heckansicht

## Modellpflege
Im Februar 2012 wurde der Passat CC überarbeitet. Dabei entfiel die Bezeichnung Passat, sodass das Fahrzeug seitdem nur noch CC heißt.
Die Form wurde an die des Passat B7 angepasst, was an einem modifizierten Kühlergrill, anderen Scheinwerfern sowie geänderten Heckleuchten zu erkennen ist.
Technisch gab es anfangs keine Neuerungen, doch im Herbst 2012 wurde der 1,8-TSI von einem gleichstarken 1,4-l-Motor abgelöst und die Leistung des 2,0-TDI von 125 kW (170 PS) auf 130 kW (177 PS) angehoben. Die Produktion wurde im November 2016 eingestellt. Unter dem Namen VW Arteon trat 2017 ein neues  Coupé die Nachfolge an.

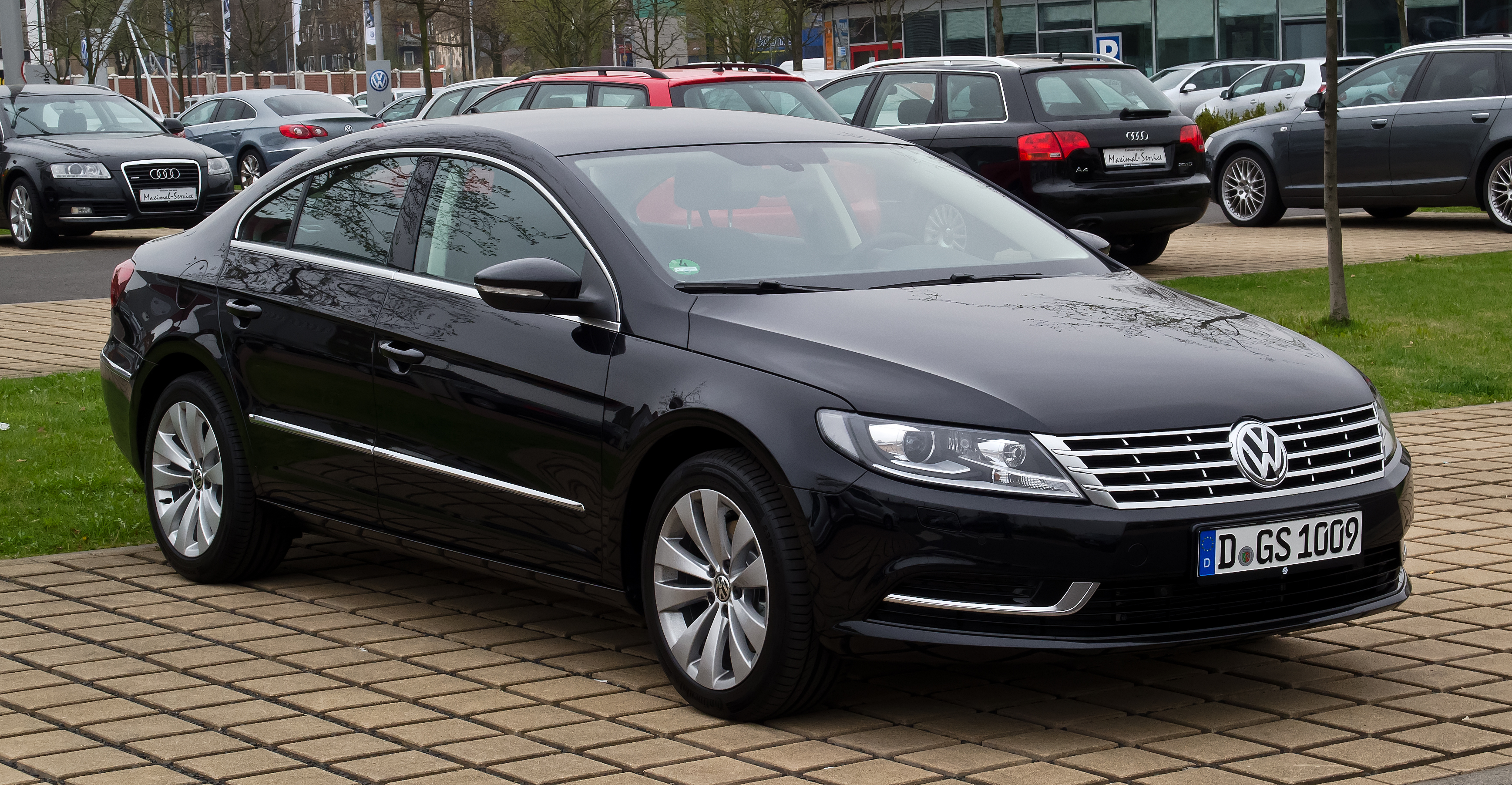
VW CC (2012–2016)
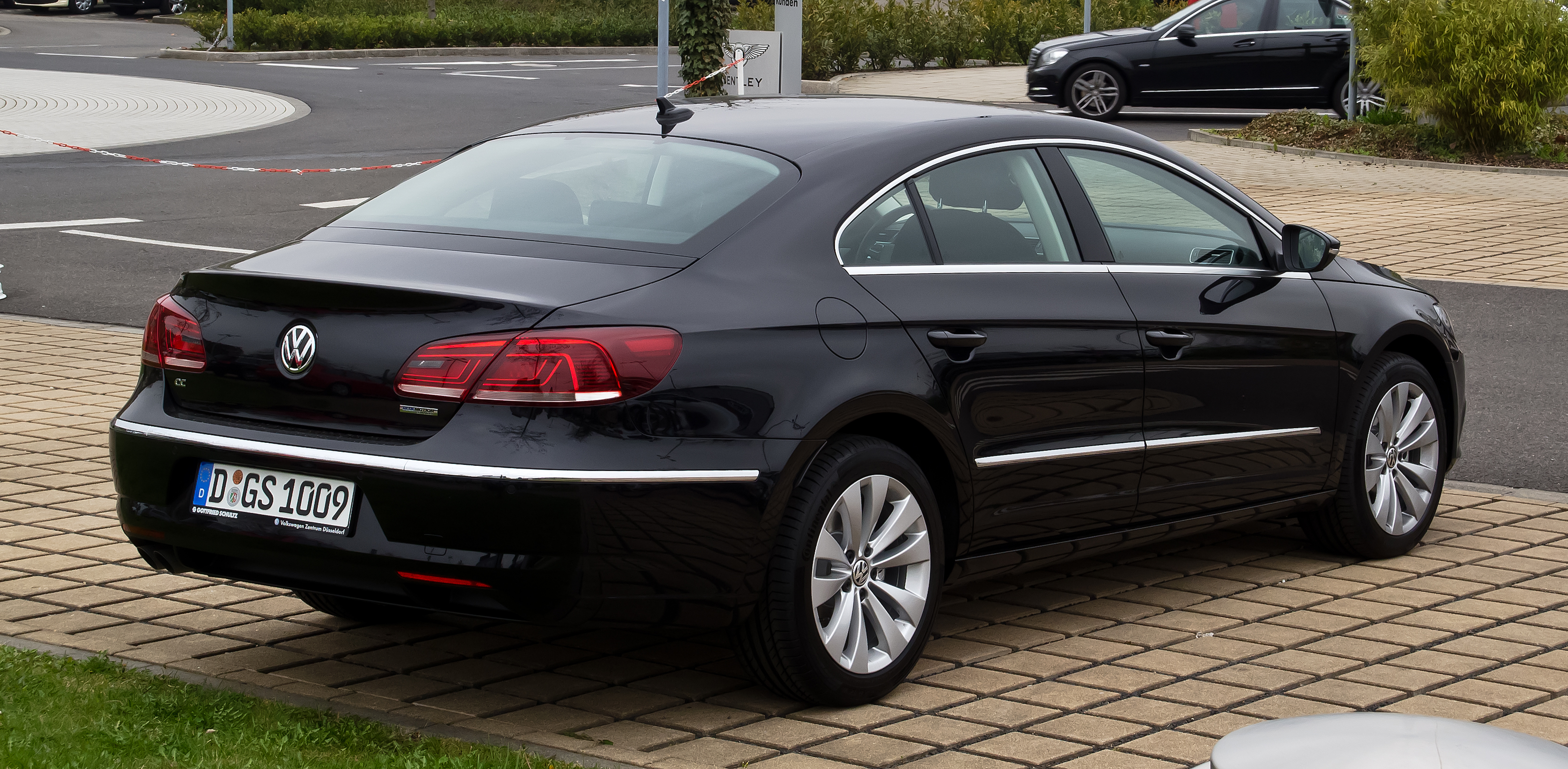
Heckansicht

## Motoren
Das Motorenangebot umfasste zu Beginn zwei Ottomotoren und einen Dieselmotor. Später wurde das Dieselsegment um eine Version mit 125 kW (170 PS) ergänzt. Die Lücke zwischen dem kleinsten Ottomotor und dem V6-Topmodell wird von einem 2-Liter-Ottomotor mit 155 kW (211 PS) gefüllt. Das Spitzenmodell hat einen 3,6-Liter-Sechszylinder-Ottomotor und ist serienmäßig mit Doppelkupplungsgetriebe (DSG) sowie dem Allradantrieb 4Motion ausgestattet.

### Ottomotoren
|                                            | 1.4 TSI BMT                      | 1.4 TSI                          | 1.8 TSI                          | 2.0 TSI                          | 2.0 TSI                            | 3.6 V6 FSI                          |
| ------------------------------------------ | -------------------------------- | -------------------------------- | -------------------------------- | -------------------------------- | ---------------------------------- | ----------------------------------- |
| Bauzeitraum                                | 04/2015–11/2016                  | 10/2012–04/2015                  | 03/2008–10/2012                  | 04/2008–10/2010                  | seit 10/2010 (Europa: bis 04/2015) | seit 03/2008 (Europa: bis 04/2015)  |
| Motorkennbuchstaben                        | CZDA                             | CKMA                             | BZB, CDAA                        | CAWB                             | CCZB                               | BWS, CNNA                           |
| Motorbaureihe                              | VW EA211                         | VW EA111                         | VW EA888                         | VW EA888                         | VW EA888                           | VW EA390                            |
| Motortyp                                   | Reihenbauart, Direkteinspritzung | Reihenbauart, Direkteinspritzung | Reihenbauart, Direkteinspritzung | Reihenbauart, Direkteinspritzung | Reihenbauart, Direkteinspritzung   | VR-Bauart, Benzindirekteinspritzung |
| Motoraufladung                             | Turbolader                       | Turbolader, Kompressor           | Turbolader                       | Turbolader                       | Turbolader                         | —                                   |
| Zylinder/Ventile                           | 4/16                             | 4/16                             | 4/16                             | 4/16                             | 4/16                               | 6/24                                |
| Hubraum                                    | 1395 cm³                         | 1390 cm³                         | 1798 cm³                         | 1984 cm³                         | 1984 cm³                           | 3597 cm³                            |
| max. Leistung bei min−1                    | 110 kW (150 PS)/ 5000–6000       | 118 kW (160 PS)/ 5500            | 118 kW (160 PS)/ 5000–6200       | 147 kW (200 PS)/ 5100–6000       | 155 kW (211 PS)/ 5300–6200         | 220 kW (299 PS)/ 6600               |
| max. Drehmoment bei min−1                  | 250 Nm/ 1500–3500                | 240 Nm/ 1500–4500                | 250 Nm/ 1500–4200                | 280 Nm/ 1700–5000                | 280 Nm/ 1700–5200                  | 350 Nm/ 2400–5300                   |
| Antriebsart, serienmäßig                   | Vorderradantrieb                 | Vorderradantrieb                 | Vorderradantrieb                 | Vorderradantrieb                 | Vorderradantrieb                   | Allradantrieb                       |
| Getriebeart, serienmäßig                   | 6-Gang-Schaltgetriebe            | 6-Gang-Schaltgetriebe            | 6-Gang-Schaltgetriebe            | 6-Gang-Schaltgetriebe            | 6-Gang-Schaltgetriebe              | 6-Gang-DSG                          |
| Getriebeart, optional                      | 7-Gang-DSG                       | 7-Gang-DSG                       | 7-Gang-DSG                       | 6-Gang-DSG (1)                   | 6-Gang-DSG                         | —                                   |
| Leergewicht                                | 1489–1497 kg                     | 1505–1531 kg                     | 1505–1521 kg                     | 1511–1533 kg                     | 1513–1535 kg                       | 1702–1707 kg                        |
| maximale Zuladung                          | 496–508 kg                       | 514–520 kg                       | 490–534 kg                       | 509–554 kg                       | 530–542 kg                         | 478–503 kg                          |
| Beschleunigung, 0–100 km/h                 | 8,9 s                            | 8,5 s                            | 8,5–8,6 s                        | 7,6–7,8 s                        | 7,6 s                              | 5,5–5,6 s                           |
| Höchstgeschwindigkeit                      | 218 km/h                         | 222 km/h                         | 220–222 km/h                     | 232–237 km/h                     | 238–240 km/h                       | 250 km/h (abgeregelt)               |
| Kraftstoffverbrauch auf 100 km, kombiniert | 5,3–5,8 l Super                  | 6,2–6,6 l Super                  | 7,1–7,6 l Super                  | 7,9–8,5 l Super                  | 7,3–7,8 l Super                    | 9,2–10,1 l Super Plus               |
| CO2-Emission, kombiniert                   | 131–134 g/km                     | 144–152 g/km                     | 164–180 g/km                     | 183–199 g/km                     | 169–182 g/km                       | 213–242 g/km                        |
| Abgasnorm nach EU-Klassifikation           | Euro 6                           | Euro 5                           | Euro 5                           | Euro 4                           | Euro 5                             | Euro 5                              |

### Dieselmotoren
|                                            | 2.0 BlueTDI                                                                      | 2.0 BlueTDI                                                                      | 2.0 TDI                                                         | 2.0 TDI BMT                                                     | 2.0 TDI                                                         | 2.0 TDI BMT                                                     | 2.0 TDI BMT                                                     |
| ------------------------------------------ | -------------------------------------------------------------------------------- | -------------------------------------------------------------------------------- | --------------------------------------------------------------- | --------------------------------------------------------------- | --------------------------------------------------------------- | --------------------------------------------------------------- | --------------------------------------------------------------- |
| Bauzeitraum                                | 11/2010–04/2015                                                                  | 05/2009–10/2010                                                                  | 03/2008–04/2015                                                 | 04/2015–11/2016                                                 | 06/2008–10/2012                                                 | 10/2012–04/2015                                                 | 04/2015–11/2016                                                 |
| Motorkennbuchstaben                        | CBAB, CFFB                                                                       | CBAC                                                                             | CBAB, CFFB                                                      | CUVC                                                            | CBBB, CFGB                                                      | CFGC                                                            | CUWA                                                            |
| Motorbaureihe                              | VW EA189                                                                         | VW EA189                                                                         | VW EA189                                                        | VW EA288                                                        | VW EA189                                                        | VW EA189                                                        | VW EA288                                                        |
| Motortyp                                   | Reihenbauart, Common-Rail-Einspritzung, Dieselrußpartikelfilter, SCR-Katalysator | Reihenbauart, Common-Rail-Einspritzung, Dieselrußpartikelfilter, SCR-Katalysator | Reihenbauart, Common-Rail-Einspritzung, Dieselrußpartikelfilter | Reihenbauart, Common-Rail-Einspritzung, Dieselrußpartikelfilter | Reihenbauart, Common-Rail-Einspritzung, Dieselrußpartikelfilter | Reihenbauart, Common-Rail-Einspritzung, Dieselrußpartikelfilter | Reihenbauart, Common-Rail-Einspritzung, Dieselrußpartikelfilter |
| Motoraufladung                             | Turbolader                                                                       | Turbolader                                                                       | Turbolader                                                      | Turbolader                                                      | Turbolader                                                      | Turbolader                                                      | Turbolader                                                      |
| Zylinder/Ventile                           | 4/16                                                                             | 4/16                                                                             | 4/16                                                            | 4/16                                                            | 4/16                                                            | 4/16                                                            | 4/16                                                            |
| Hubraum                                    | 1968 cm³                                                                         | 1968 cm³                                                                         | 1968 cm³                                                        | 1968 cm³                                                        | 1968 cm³                                                        | 1968 cm³                                                        | 1968 cm³                                                        |
| max. Leistung bei min−1                    | 103 kW (140 PS)/ 4200                                                            | 105 kW (143 PS)/ 4200                                                            | 103 kW (140 PS)/ 4200                                           | 110 kW (150 PS)/ 3500–4000                                      | 125 kW (170 PS)/ 4200                                           | 130 kW (177 PS)/ 4200                                           | 135 kW (184 PS)/ 3500–4000                                      |
| max. Drehmoment bei min−1                  | 320 Nm/ 1750–2500                                                                | 320 Nm/ 1750–2500                                                                | 320 Nm/ 1750–2500                                               | 340 Nm/ 1750–3000                                               | 350 Nm/ 1750–2500                                               | 380 Nm/ 1750–2500                                               | 380 Nm/ 1750–3250                                               |
| Antriebsart, serienmäßig                   | Vorderradantrieb                                                                 | Vorderradantrieb                                                                 | Vorderradantrieb                                                | Vorderradantrieb                                                | Vorderradantrieb                                                | Vorderradantrieb                                                | Vorderradantrieb                                                |
| Antriebsart, optional                      | —                                                                                | —                                                                                | Allradantrieb                                                   | —                                                               | Allradantrieb                                                   | Allradantrieb                                                   | —                                                               |
| Getriebeart, serienmäßig                   | 6-Gang-Schaltgetriebe                                                            | 6-Gang-Schaltgetriebe                                                            | 6-Gang-Schaltgetriebe                                           | 6-Gang-Schaltgetriebe                                           | 6-Gang-Schaltgetriebe                                           | 6-Gang-Schaltgetriebe                                           | 6-Gang-Schaltgetriebe                                           |
| Getriebeart, optional                      | 6-Gang-DSG                                                                       | 6-Gang-DSG                                                                       | 6-Gang-DSG                                                      | 6-Gang-DSG                                                      | 6-Gang-DSG                                                      | 6-Gang-DSG                                                      | 6-Gang-DSG                                                      |
| Leergewicht                                | 1582–1592 kg                                                                     | 1565–1595 kg                                                                     | 1540–1640 kg                                                    | 1573–1596 kg                                                    | 1548–1627 kg                                                    | 1565–1683 kg                                                    | 1590–1607 kg                                                    |
| maximale Zuladung                          | 493–503 kg                                                                       | 510–520 kg                                                                       | 485–524 kg                                                      |                                                                 | 464–538 kg                                                      | 500–503 kg                                                      |                                                                 |
| Beschleunigung, 0–100 km/h                 | 9,9 s                                                                            | 9,9 s                                                                            | 9,8–10,2 s                                                      | 9,1 s                                                           | 8,6 s                                                           | 8,4 s                                                           | 8,1 s                                                           |
| Höchstgeschwindigkeit                      | 212–214 km/h                                                                     | 211–214 km/h                                                                     | 209–214 km/h                                                    | 218 km/h                                                        | 220–227 km/h                                                    | 220–227 km/h                                                    | 232–234 km/h                                                    |
| Kraftstoffverbrauch auf 100 km, kombiniert | 4,7–5,4 l Diesel                                                                 | 5,3–5,9 l Diesel                                                                 | 4,6–6,2 l Diesel                                                | 4,3–4,9 l Diesel                                                | 4,8–6,4 l Diesel                                                | 4,8–5,7 l Diesel                                                | 4,9–5,1 l Diesel                                                |
| CO2-Emission, kombiniert                   | 122–142 g/km                                                                     | 139–155 g/km                                                                     | 120–163 g/km                                                    | 113–130 g/km                                                    | 125–168 g/km                                                    | 125–149 g/km                                                    | 127–133 g/km                                                    |
| Abgasnorm nach EU-Klassifikation           | Euro 6                                                                           | Euro 6                                                                           | Euro 5                                                          | Euro 6                                                          | Euro 5                                                          | Euro 5                                                          | Euro 6                                                          |

## Qualitätsmängel
Dem „TÜV-Report 2019“ der Auto Bild zufolge fällt der VW CC ab der ersten Hauptuntersuchung vermehrt durch qualitative Mängel auf. Unklar ist dabei, „warum die Mängelzahlen trotz geringerer Laufleistung teils höher liegen als beim normalen Stufenheck- oder Kombi-Passat“. So seien Radaufhängungen, Federn und Dämpfer auffällig, darüber hinaus berichtet der ADAC unter anderem von Problemen mit der Kraftstoffpumpe, den Einspritzdüsen, dem hinteren Radbremszylinder und dem Turbolader. Ab einem Fahrzeugalter von fünf Jahren verschärfe sich die Situation zusehends, später komme es häufig zu weiteren Mängeln im Bereich der Antriebswellen und auch die Untersuchung des Motormanagements und Abgasreinigungssystems werde überdurchschnittlich häufig nicht erfolgreich bestanden. Erst ab dem Baujahr 2011 kommt der ADAC zu deutlich besseren Ergebnissen.